# Kim Ji-young: Born 1982
Kim Ji-young, Born 1982 (Originaltitel: 82년생 김지영) ist ein südkoreanischer Film aus dem Jahr 2019. Es ist das Regiedebüt von Kim Do-young. Die Hauptrollen spielen Jeong Yu-mi und Gong Yoo. Der Film basiert auf dem gleichnamigen, feministischen Roman von Cho Nam-Joo. Aufgrund seines Themas erhielt der Film im Vorfeld der Veröffentlichung große Aufmerksamkeit. Unter anderem wird das Thema Diskriminierung, insbesondere Sexismus angesprochen.

## Handlung
Der Film handelt von der im Jahr 1982 geborenen Frau Kim Ji-young. Er enthält viele Rückblenden, die zeigen, wie das unbekümmerte Mädchen Ji-young zur Frau wurde, die sie jetzt ist. Mittlerweile ist sie verheiratet und kümmert sich als Hausfrau um ihre Tochter Ah-young. Ihr Ehemann, Dae-hyeon, beobachtet bei ihr merkwürdige Verhaltensweisen. Zu Weilen wirke sie wie besessen. Er schildert diese Beobachtung einer Psychiaterin, die postpartale Stimmungskrisen vermutet. Allerdings müsse sie mit Ji-young direkt sprechen. Dae-hyeon will sie mit dem Thema nicht direkt konfrontieren und sagt ihr, sie solle aufgrund ihrer Vergesslichkeit mal einen Termin machen.
Ji-young wirkt sehr gestresst und Neujahr steht bevor. Damit sind Familienfeierlichkeiten verbunden, bei der Ji-young mit Dae-hyeons Mutter konfrontiert würde und beschäftigt wäre mit Essen zubereiten etc. Da Dae-hyeon sich um Ji-young sorgt, schlägt er vor, einfach Mal in den Urlaub zu fahren und nicht die Eltern zu besuchen. Doch Ji-young schlägt aus. Sie fürchtet, dass Dae-hyeons Mutter ihr die Schuld geben würde, wenn ihr Sohn sie nicht besucht. Außerdem habe Dae-hyeon zur Hochzeit selbst gesagt, all die Familienfeiern seien gar nicht so stressig.
Bei Dae-hyeons Familie kann Ji-young kaum Ruhe finden und muss stets Essen machen. Dabei bekommt sie plötzlich einen Anfall und spricht auf aggressive Weise zu ihren Schwiegereltern. Dae-hyeon weiß sofort was los ist und kehrt mit ihr zurück. Doch Ji-young möchte noch ihre Mutter sehen. In ihrem Elternhaus schläft sie lange. Sie hat dabei einen Stift ihres Bruders Ji-seok gefunden, den sie immer schon haben wollte. Ihr Vater hat diesen Ji-seok von einer Geschäftsreise mitgebracht.
Eine Rückblende zeigt, wie Ji-young einst in einer Marketingfirma arbeitete. Eine Abteilungsleiterin sieht sich dabei immer wieder Diskriminierung ausgesetzt, da sie verheiratet ist, ein Kind hat, aber dennoch arbeitet. Ji-seok hat sich für ihre Abteilung beworben, wurde aber nicht berücksichtigt. Sie denkt deshalb, dass sie sie hassen würde. In einem Gespräch sagt ihr die Abteilungsleiterin jedoch, dass sie ausgezeichnete Arbeit mache. Der Grund, warum sie nicht genommen wurde, war, dass ein langfristiges Team zusammengestellt werden sollte, und Frauen gingen irgendwann in Mutterschaft.
Zu ihren früheren Arbeitskolleginnen hat Ji-young immer noch ein gutes Verhältnis. Eines Tages kommt es zu einem Skandal im Unternehmen, als sie feststellen, dass eine kleine Kamera auf den Damentoiletten installiert wurde, dessen Videos dann in verschiedenen Chats verteilt werden. Schockiert erinnert sich Ji-young darauf an ihr erstes Mal, als sie sexuell belästigt wurde. Derweil spricht Dae-hyeon zu seiner Mutter und sagt ihr, dass Ji-young krank sei. Seine Mutter solle Ji-young aber in Ruhe lassen. Auf der Arbeit gibt es in Dae-hyeons Unternehmen ein Seminar zu sexueller Belästigung am Arbeitsplatz. Danach hört er andere Mitarbeiter reden, wie sie über Vaterschaftsurlaub sprechen, und das Mitarbeiter, die von solchen Gebrauch machen entlassen werden oder zumindest bei Beförderungen nicht berücksichtigt werden.
Ji-young erfährt weiterhin, dass die frühe Abteilungsleiterin ein eigenes Geschäft gegründet hat, worauf sie sich bewirbt und eine Stelle bekommt. Sie würde nach einem Babysitter suchen. Auf ihre Anzeigen meldet sich allerdings niemand.

## Rezeption
Kim Ji-young, Born 1982 lief am 23. Oktober 2019 in den südkoreanischen Kinos an und erreichte über 3,6 Mio. Kinobesucher.

## Auszeichnungen
Women In Film Korea Festival 2019
- Auszeichnung in der Kategorie Beste Hauptdarstellerin für Jeong Yu-mi

Daejong-Filmpreis 2020
- Auszeichnung in der Kategorie Beste Hauptdarstellerin für Jeong Yu-mi

Chunsa Film Art Awards 2020
- Auszeichnung in der Kategorie Beste Nebendarstellerin für Kim Mi-kyung
- Auszeichnung in der Kategorie Beste Neue Regisseurin für Kim Do-young

Baeksang Arts Awards 2020
- Auszeichnung in der Kategorie Beste Neue Regisseurin für Kim Do-young